# Menétru-le-Vignoble
Menétru-le-Vignoble település Franciaországban, Jura megyében. Lakosainak száma 164 fő (2022. január 1.). Menétru-le-Vignoble Frontenay, Château-Chalon és Domblans községekkel határos.

## Népesség
A település népességének változása:
| Lakosok száma | 151  | 125  | 138  | 149  | 154  | 153  | 159  | 157  | 159  | 164  |
|               | 1968 | 1982 | 1990 | 2006 | 2013 | 2015 | 2017 | 2019 | 2020 | 2022 |